# Anthomyia virgata
Anthomyia virgata är en tvåvingeart som först beskrevs av Stein 1911.  Anthomyia virgata ingår i släktet Anthomyia och familjen blomsterflugor. Inga underarter finns listade i Catalogue of Life.